# Ho (kana)
Ho (romanização do hiragana ほ ou katakana ホ) é um dos kana japoneses que representam um mora. No sistema moderno da ordem alfabética japonesa (Gojūon), ele ocupa a 30.ª posição do alfabeto, entre He e Ma.
O caractere pode ser combinado a um dakuten, para formar o ぼ em hiragana, ボ em katakana e bo em romaji; e pode ser combinado também a um handakuten, para formar o ぽ em hiragana, ポ em katakana e po em romaji.
| Forma                           | Romaji          | Hiragana                   | Katakana                   |
| ------------------------------- | --------------- | -------------------------- | -------------------------- |
| Normal h- (ほ行 ha-gyō)         | ho              | ほ                         | ホ                         |
| Normal h- (ほ行 ha-gyō)         | hou hoo hō, hoh | ほう, ほぅ ほお, ほぉ ほー | ホウ, ホゥ ホオ, ホォ ホー |
| Com dakuten b- (ぼ行 ba-gyō)    | bo              | ぼ                         | ボ                         |
| Com dakuten b- (ぼ行 ba-gyō)    | bou boo bō, boh | ぼう, ぼぅ ぼお, ぼぉ ぼー | ボウ, ボゥ ボオ, ボォ ボー |
| Com handakuten p- (ぽ行 pa-gyō) | po              | ぽ                         | ポ                         |
| Com handakuten p- (ぽ行 pa-gyō) | pou poo pō, poh | ぽう, ぽぅ ぽお, ぽぉ ぽー | ポウ, ポゥ ポオ, ポォ ポー |

## Formas alternativas
No Braile japonês, ほ ou ホ são representados como:
| － | ●  |
| ●  | － |
| ●  | ●  |

O Código Morse para ほ ou ホ é: －・・

## Traços

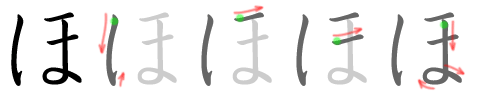
Seqüência de traços para escrita do ほ

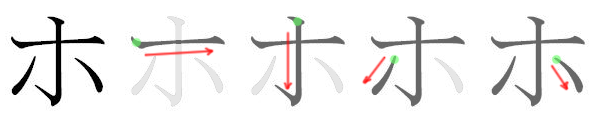
Seqüência de traços para escrita do ホ